# Joma
Joma este o companie spaniolă specializată în confecționarea hainelor și încălțămintei pentru sport. Sediul companiei se află în Portillo de Toledo în apropiere de centrul administrativ al provinciei Toledo (Spania).

## Istorie

### 1965-2000
Compania a fost fondată în 1965 de Fructuoso Lopez. Joma a început confecționarea produselor sale cu un cadru de doar 8 persoane. Cu timpul, Joma a obținut reputația de producător de încredere a încălțămintei pentru fotbal, echipament pentru fotbal, încălțăminte pentru sport și haine casual de calitate înaltă. În 1992, compania a obținut locul întâi în vânzări de încălțăminte sport în Spania. În 1997, Joma devine lider în vânzări de încălțăminte și haine sport pentru mini fotbal, datorită elaborării încălțămintei sport de tip nou în colaborare cu jucători și specialiști de renume. De la momentul fondării, această uzină mică din Portillo de Toledo a devenit către anul 2000 o întreprindere modernă cu suprafața totală de 70.000 m2. Joma a creat un propriu centru de cercetări care elaborează încălțăminte sport de tip nou în colaborare cu Institutul de Cercetări Pielărie – Încălțăminte în Toledo și Institutul Biomecanic din orașul Valencia.

### 2000-2010
La moment, Joma  a devenit o companie transnațională cu o vastă rețea de filiale în Statele Unite, Germania, China, Italia, Mexic, Hong Kong, Panama și cu o distribuție perfect stabilită a produselor sale în peste 70 de țări din întreaga lume. Întreprinderile companiei sunt situate în Spania, China, Mexic și asigură cu serviciu mai mult de 1000 de muncitori. În 2007, Joma a intrat în „Forumul brand-urilor recunoscute ale Spaniei” ca unul dintre cei 70 de brand-uri ale țării cu cea mai mare răspândire în lume și poziție de lider în domeniul său. În 2007, compania a sponsorizat mai mult de 40 de echipe profesioniste și mai mult de 500 de sportivi din întreaga lume. În 2009, compania a încheiat un accord de sponsorizare cu Federația Spaniolă de Atletism, conform căruia atleții din această țară patru ani vor evalua în echipament sportiv Joma.

## Produse
Compania produce haine și încălțăminte sport pentru bărbați, femei și copii pentru sport cum ar fi fotbal, tenis, fitness, atletism și futsal.

## Conducerea
Președinte – Fructuoso Lopez, președintele direcției întreprinderii – Jose Manuel Lopez.

## Sponsorizări

### Fotbal

#### Echipe naționale
- Guinea-Bissau
- Honduras
- Nicaragua
- Trinidad și Tobago[4]
- Uzbekistan
- Ucraina
- România
- Costa Rica

#### Echipe de club

##### Africa
| - CR Belouizdad - MC Alger - Paradou AC | - ES Setif - Sony Sugar - IR Tanger | - OC Khouribga - Enyimba - Maritzburg United |

##### America
| - Acasusso - Aldosivi - Almirante Brown - Argentinos Juniors - Boca Unidos - Comunicaciones - Ferro Carril Oeste - Huracán - Nueva Chicago - San Martín de Tucumán - Sacachispas Fútbol Club - Sarmiento de Junín - Talleres de Córdoba - Caxias - A.A.A. ESPM - Gremio Esportivo Osasco - Once Caldas - Deportivo Saprissa - Limón F.C. | - Unión Española - Deportes Concepción - Águila - Luis Ángel Firpo - Marathón - Motagua - Platense - Atlante - Monarcas Morelia - Diriangén FC - FBC Melgar - Coronel Bolognesi | - Liverpool Fútbol Club - Montevideo Wanderers FC - Dallas Sidekicks - Fort Lauderdale Strikers - Deportivo Tàchira - Estudiantes de Mérida - Trujillanos - Real Esppor |

##### Asia
| - FK Andijan - FK Buxoro - Lokomotiv Tashkent - Neftchi Farg'ona - Joma Jaguars FC - Pelita Bandung Raya - Persegres Gresik United - Persepam Madura United - PSPS Pekanbaru | - Sriwijaya - Arema Indonesia - Gwangju FC - Seoul United - Nejmeh SC - Sisaket F.C. - Hunan Billows F.C. | - Perak FA - Safa - PBAPP FC - Al-Faisaly FC (Harmah) |

##### Europa
| - Gabala FK - Simurq - FC BATE - Germinal Beerschot - Roeselare - Anderlecht - FK Željezničar Sarajevo - NK Čelik Zenica - Beroe Stara Zagora - Slavia Sofia - Cherno More Varna - Lokomotiv Sofia - Etar Veliko Tarnovo - Pirin Blagoevgrad - Brestnik 1948 - Inter Zaprešić - Akritas Chlorakas - ASIL Lysi - Omonia Aradippou - Baník Ostrava - SIAD Most - Kolín - Swansea City - AFC Rushden & Diamonds - Bath City - Chippenham Town - Corby Town - Dorchester Town - Gloucester City - Havant & Waterlooville - Histon - Nuneaton Town - FC Maardu - FC Kuressaare - FC Lahti - JS Hercules - TSG 1899 Hoffenheim - Arminia Bielefeld - Hapoel Katamon Jerusalem | - Atalanta BC - UC Sampdoria - Torino FC - Novara - Padova - AS Bisceglie Calcio 1913 - ACFD Graphi Studio Pordenone - FC VFK - Olaine - Spartaks - Rabotnički - Shkëndija - Mladost Podgorica - FC Milsami Orhei - Albion Star - Ards - Coleraine - Larne - Academica Clinceni - Astra Giurgiu - CFR Cluj - Chindia Târgoviște - Concordia Chiajna - Dunărea Călărași - Farul Constanța - Gaz Metan Mediaș - Gloria Buzău - Hermannstadt - Mioveni - Pandurii Târgu Jiu - Petrolul Ploiești - Politehnica Iași - Universitatea Craiova - Turris Turnu Măgurele - CSA Steaua București (football) - Viitorul Pandurii Târgu Jiu - Rostov - Ufa - Clyde - Dunfermline Athletic - Partick Thistle - Queen of the South - St. Johnstone | - Hajduk Kula - FK Rad - Radnički 1923 - Vojvodina - FK Inđija - FK BSK Batajnica - ZTS Dubnica - Rudar Velenje - Carnicer Torrejón - Martorell - Lleida - Getafe - CD Leganes - SD Eibar - Atlético Baleares - Talavera de la Reina - Villareal CF - Karpaty Lviv - Oliveirense - SC Beira Mar - Atlético CP - SC Farense |

#### Jucători
| - Ricardinho - Gilberto Martínez - Paulo Wanchope - Martin Knakal - Petr Knakal - Marek Smola - Jan Zakopal - Martin Vaniak - Zbyněk Hauzr - Tomáš Hunal - Karel Rada - Petr Pavlík - Tomáš Janíček - Roman Dobeš - Tomáš Dujka - Luis Amaranto Perea - Johnnier Montaño - Bryan Hughes - Michael Johnson - Rory Delap - Paddy O'Brien | - Scott Parker - Darley Fernando Grana "Nando" - Noureddine Naybet - Kikin Fonseca - Luis Ernesto Michel - Frédéric Kanouté - Carlos Lobatón - Feliciano López - Juan Carlos Ferrero - Marcel Granollers - Daniel Gimeno-Traver - Iñigo Idiakez - Iván Helguera - Paco Pavón - Toni Doblas - Antonio Lopez - Portillo - Nano - Gabri - Pablo Ibáñez - Jesuli | - Antoñito - Luis Helguera - Jesús Navas - Antonio López - Javi Venta - Luis García - Diego Rivas - Dani - Pablo Redondo - Emilio José Viqueira - Juanjo - Diego Camacho - Iñaki Descarga - Javi Guerrero Francisco - Juan Carlos Valerón - Jorquera - Daniel Ibañes - Álvaro - Cobeta - Francis - Marco Wierenga |

#### Foste echipe
| - Farum Boldklub - Charlton Athletic - Derby County - Leicester City - Watford F.C. - Romsey Town - Cardiff City - Bayer Uerdingen - Alessandria - Varese | - Chievo Verona - Mantova - Deportivo La Coruña - Sporting de Gijón - Sevilla - Racing de Santander - Rayo Vallecano - PBAPP FC - Perak FA - Dorados de Sinaloa - Alacranes de Durango | - Tampico Madero - Celaya - Puebla - Neza - Veracruz - Indios de Ciudad Juárez - Deportivo Guamúchil F.C. - Jaguares de Chiapas F.C. - Ceará - Paraná - Spordibaas - Daejeon Citizen FC - Daegu FC |

### Baschet
- Asefa Estudiantes
- Virtus Roma

### Tenis
| - Santiago Giraldo - Klára Zakopalová | - Daniel Gimeno-Traver - Feliciano López | - Juan Carlos Ferrero - Marcel Granollers |